# Opava-Komárov (nádraží)
Opava-Komárov je železniční stanice, která se nachází na severozápadě opavské městské části Komárov. Leží v km 285,877 železniční trati Ostrava-Svinov – Opava východ mezi stanicemi Štítina a Opava východ.

## Historie
Provoz na trati z Ostravy do Opavy byl zahájen 17. prosince 1855, současně s tím byla zpovozněna i zastávka v Komárově, tehdy s německým názvem Komorau. Od roku 1918 se už používalo české označení Komárov, které bylo v roce 1921 upraveno na Komárov u Opavy, ale v roce 1933 se vrátilo krátké pojmenování Komárov. Německý název se opět používal v letech 1938 až 1945, pak opět Komárov, a to až do roku 1961, kde se zavedlo rozšířené pojmenování Komárov u Opavy 1961. Zřejmě od roku 1973 je používán název Opava-Komárov.
Po roce 1945 se uvažovalo o zřízení centrálního opavského nádraží ve stanici Opava západ, což melo přinést výstavbu spojky Opava-Komárov - Opava západ. V tehdejších úvahách se objevoval rovněž plán zaústění trati od Hlučína do Opavy-Komárova. Nic z toho nebylo realizováno, ale zvýšený provoz v poválečném období vedl ke zřízení hlásky v Komárově, stále se však jednalo o zastávku.
Původní zastávka a hláska, která kryla rovněž odbočnou výhybku na vlečku Galena, byla v roce 1992 nahrazena stanicí, která byla vybudována blíž k Opavě. Její výstavba souvisela s plány na přestavbu uzlu Opava a se zřízením nové vlečky do podniku Barvy a laky. Stanice byla ovládána staničním zabezpečovacím zařízením TEST 14, které bylo aktivováno 23. dubna 1992. V polovině 90. let 20. století se ještě uvažovalo o zřízení dálkového ovládání celé trati Ostrava-Svinov - Opava východ pomocí systému Remote 98, přičemž trať měla být ovládána právě z Opavy-Komárova. Tento plán však nakonec nebyl realizován. Toto zabezpečení však nevydrželo dlouho, novým bylo nahrazeno během modernizace a elektrizace trati Ostrava-Svinov – Opava východ, která proběhla v letech 2005–2006.

## Popis stanice

### Před modernizací
Od roku 1992 byla nově vzniklá stanice vybavena typovým elektrickým stavědlem TEST 14, které ovládal výpravčí z panelu v dopravní kanceláři, která byla umístěna ve výpravní budově u štítinského zhlaví. Ve stanici byly celkem dvě dopravní koleje, na straně u budovy byla kolej č. 3 (užitečná délka 597 m), za ostrovním nástupištěm s nástupními hranami o délce 230 metrů se nacházela hlavní kolej č. 1 (712 m). Do obou zhlaví bylo zapojeno vlečkové manipulační kolejiště sestávající z kolejí č. 105, 107 a 109, přičemž z koleje 109 pokračovala kolej na vlečku Barvy a laky.

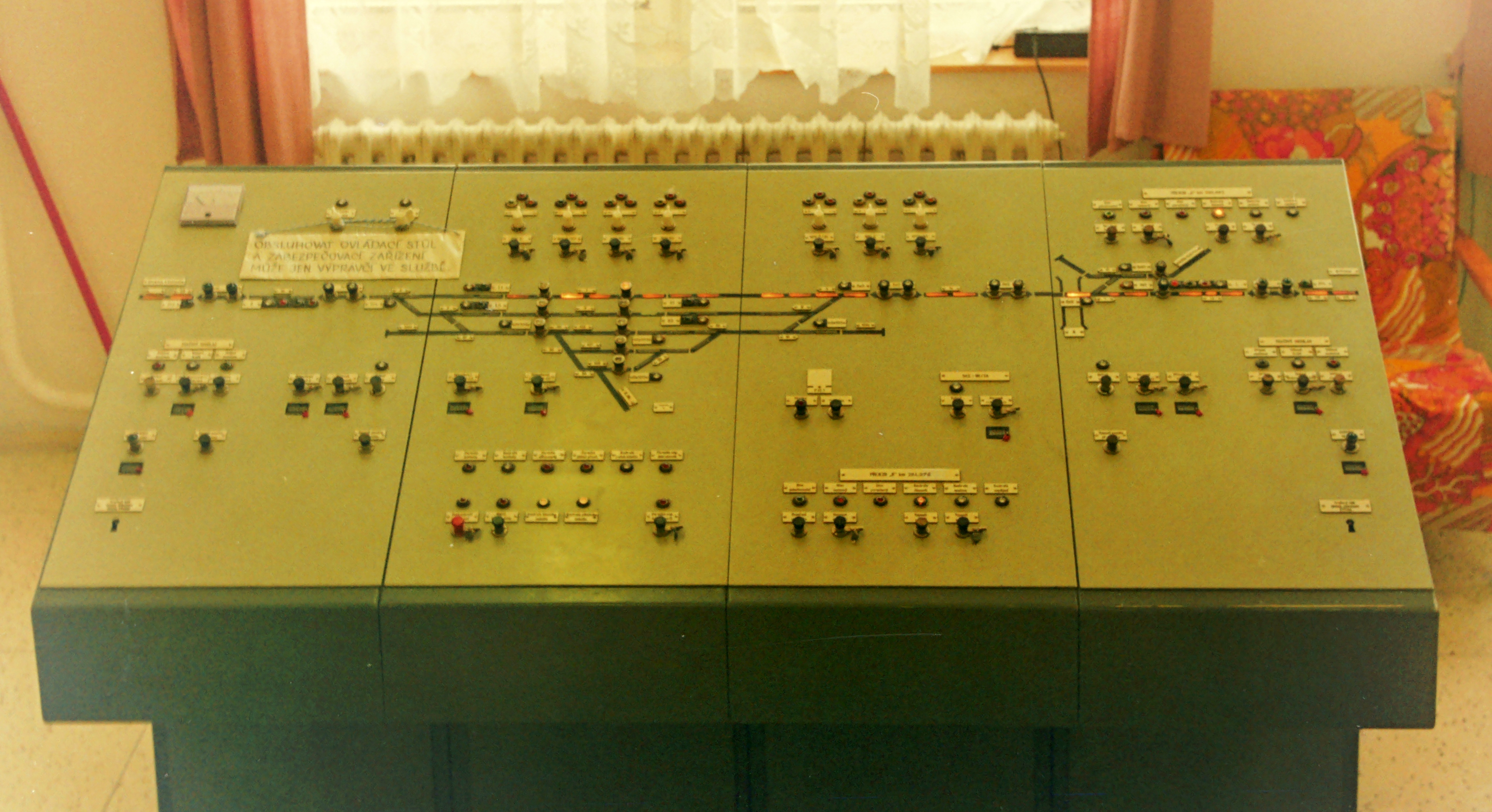
Pult staničního zabezpečovacího zařízení v roce 1999

Na štítínském zhlaví byl přejezd silnice I/11 zabezpečený světelným přejezdovým zabezpečovacím zařízením bez závor, za ním byla odbočná výhybka vlečky Galena. Přímo ve stanici bylo celkem pět výhybek, všechny byly vybaveny elektromotorickým přestavníkem. Další výhybky již byly součástí vleček.
Stanice byla vybavena světelnými návěstidly, vjezdová návěstidla byla umístěna v km 285,350 (L od Štítiny) a v km 286,870 (S od Opavy východ).
Jízda vlaků v obou přilehlých traťových úsecích byla zabezpečena telefonickým dorozumíváním. 11. července 1996 bylo v úseku Opava východ - Opava-Komárov aktivováno zjišťování volnosti traťového úseku pomocí počítačů náprav. Šlo však pouze o indikaci pro výpravčího, nejednalo se o součást zabezpečovacího zařízení.

### Po modernizaci
V rámci modernizace, která probíhala v letech 2005–2006, došlo k úpravě celé stanice. Stanice je nově řízena pomocí elektronického stavědla ESA 11, které je prostřednictvím rozhraní JOP dálkově ovládáno z Ostravy-Svinova, případně ze záložního pracoviště ve stanici Opava východ, místní obsluha je možná jen v nouzových případech pomocí desky nouzových obsluh.

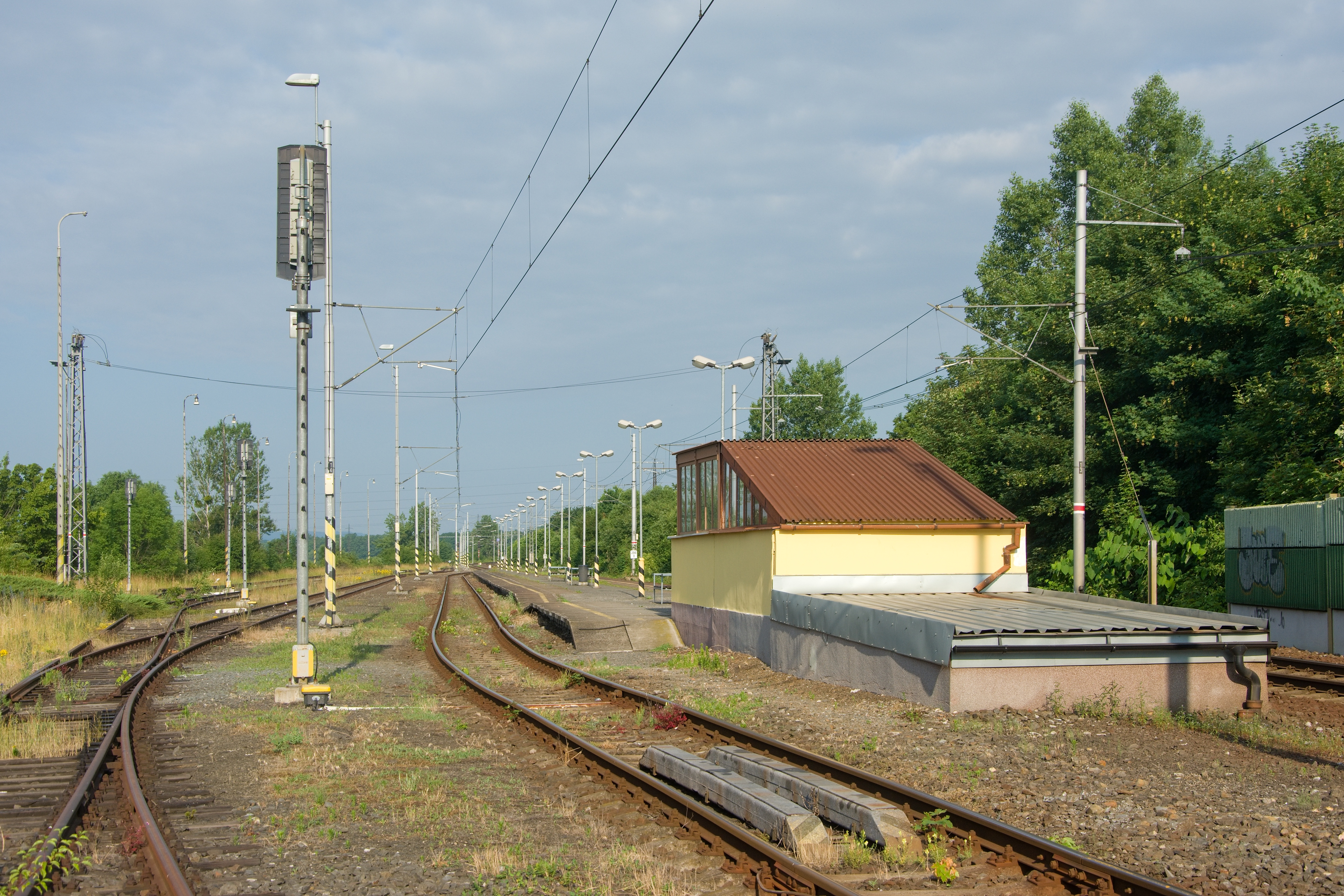
Pohled na kolejiště od štítinského zhlaví: vpravo ostrovní nástupiště a dopravní koleje č. 1 a 3, vlevo neprovozované kolejiště vlečky.

Konfigurace kolejiště nedoznala výraznějších změn, nově však přibyla možnost odjezdu vlaků z manipulační koleje vlečky (přibylo odjezdové návěstidlo L105b u koleje 105b). V roce 2022 však bylo celé toto manipulační kolejiště vlečky PURUM-Opava (někdejší Barvy a laky) mimo provoz se zákazem vjezdu drážních vozidel. Došlo rovněž ke zkrácení užitečných délek dopravních kolejí na 671 metrů v případě koleje č. 1 a na 592 metrů v případě koleje č. 3, ale z této kolej je možné ve směru do Opavy východ odjíždět (resp. opačným směrem vjíždět) rychlostí 60 km/h (původně 40 km/h).
Došlo rovněž k posunům poloh světelných návěstidel, vjezdová návěstidla jsou v těchto nových polohách: L v km 285,362, S v km 286,991).
Ostrovní nástupiště mezi kolejemi č. 1 a 3 zůstalo beze změn, obě hrany mají délku 230 metrů, nástupní hrana je ve výšce 300 mm nad temenem kolejiště. Přístup na ostrovní nástupiště je pomocí podchodu, který není bezbariérový.
Přejezd silnice I/11 na štítinském zhlaví má nyní označení P7745 a je vybaven světelným přejezdovým zabezpečovacím zařízením se závorami. Jízda vlaků v přilehlých traťových úsecích je zabezpečena traťovými zabezpečovacím zařízením 3. kategorie bez oddílovým návěstidel na bázi počítačů náprav. V úseku Štítina - Opava-Komárov je vybaven integrovaným traťovým zabezpečovacím zařízením do staničního zabezpečovacího zařízení ESA 11, v úseku Opava-Komárov - Opava východ je v provozu automatické hradlo AHP-03.

## Provoz osobní dopravy
Stanice a vlaky ČD linek Esko S1 a R61, které ve stanici zastavují, jsou integrovány v ODIS. Ve stanici v roce 2023 zastavují osobní a spěšné vlaky z/do stanic Český Těšín, Havířov, Opava východ, Ostrava-Kunčice, Ostrava-Svinov a Studénka. Ve stanici se neprodávají jízdenky, odbavení cestujících probíhá ve vlaku.